# 3984 Chacos
3984 Chacos este un asteroid din centura principală, descoperit pe 21 septembrie 1984 de Henri Debehogne.